# Allactaga williamsi
Allactaga williamsi là một loài động vật có vú trong họ Dipodidae, bộ Gặm nhấm. Loài này được Thomas mô tả năm 1897.

## Hình ảnh

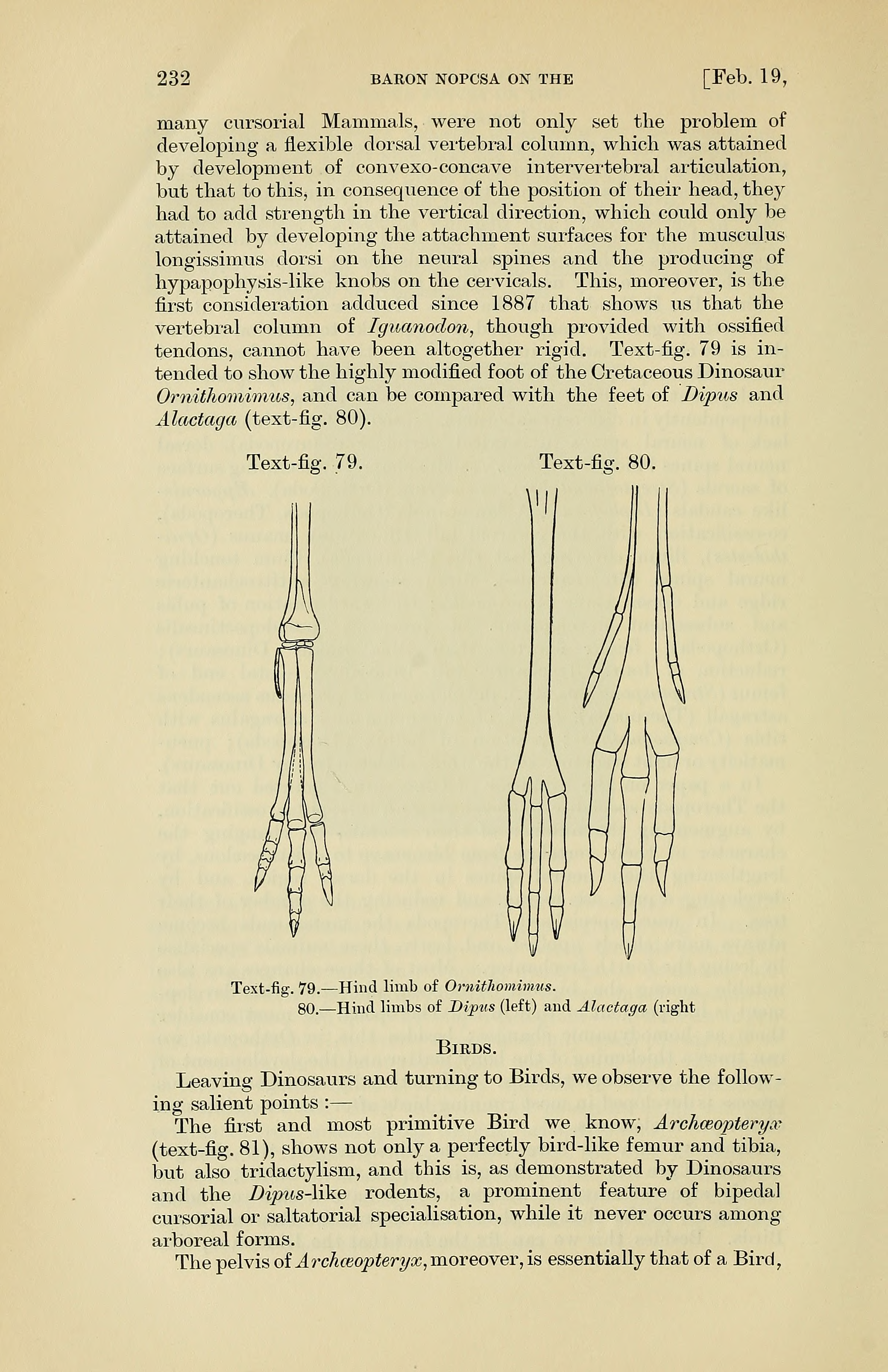